# Оппенау
Оппенау (нім. Oppenau) — місто в Німеччині, знаходиться в землі Баден-Вюртемберг. Підпорядковується адміністративному округу Фрайбург. Входить до складу району Ортенау.
Площа — 73,04 км2. Населення становить 4796 ос. (станом на 31 грудня 2020).